# Ковталюк Микола Андрійович
Мико́ла Андрі́йович Ковталю́к (нар. 26 квітня 1995, Самбір, Україна) — український футболіст, нападник української «Ворскли».

## Життєпис
Микола Ковталюк народився 26 квітня 1995 року в місті Самборі Львівської області. У ДЮФЛУ виступав у складі клубів «Княжа» (Щасливе) (2008—2011) та ЛДУФК (Львів) (2011—2012). У 2013 році у складі молодіжної команди львівських «Карпат» зіграв 26 матчів та відзначився 3-ма голами. З 2013 по 2014 роки виступав у складі маріупольського «Іллічівця».
Перший професійний клуб Миколи — ФК «Полтава», у складі якого він дебютував 5 жовтня 2014 року в матчі 11-го туру Першої ліги чемпіонату України проти криворізького «Гірника». Полтавці в тому поєдинку поступилися з рахунком 1:2, Ковталюк вийшов на поле на 81-ій хвилині матчу, замінивши Максима Лісового, на 90+6-ій хвилині відзначився дебютним у професіональній кар'єрі голом. Загалом у складі полтавського клубу зіграв 4 матчі. Другу частину сезону 2014/15 років провів у складі клубу «Земплін-2» (Михайлівці), який виступав у третій лізі словацького чемпіонату, але за підсумками сезону команда мала покинути чемпіонат й згодом була розформована.
На правах вільного агента приєднався до столичного «Арсенала». У складі свого нового клубу дебютував 8 серпня 2015 року у виїзному матчі 3-го туру другої ліги чемпіонату України проти ковалівського «Колоса». Поєдинок завершився перемогою «Колоса» з рахунком 1:0. Микола вийшов на поле в стартовому складі та відіграв увесь матч. Дебютним голом у складі київських канонірів відзначився вже в наступному турі, 15 серпня 2015 року, у домашньому матчі проти херсонського «Кристала». Київська команда здобула перемогу з рахунком 2:1. Ковталюк у тому поєдинку вийшов на поле на 56-ій хвилині, замінивши Руслана Черненка, а на 87-ій хвилині відзначився голом, відразу після чого отримав жовту картку. У складі «Арсенала» провів сезон 2015/16 років, за цей час у чемпіонаті України зіграв 17 матчів і відзначився 6-ма голами, ще 1 поєдинок у складі київської команди провів у кубку України.
Сезон 2016/17 років розпочав у складі клубу «Колос» (Ковалівка), але зарекомендувати там не зміг і в лютому 2017 року його орендував грузинський «Колхеті-1913». У 16 матчах сезону відзначився за команду 10 разів в 16 матчах. Після завершення строку оренди підписав контракт з тбіліським «Динамо» (8 матчів - 0 голів), в складі якого став срібним призером чемпіонату Грузії.
Узимку 2018 року підписав угоду із командою «Діла», з якою в подальшому ставав бронзовим призером чемпіонату Грузії та кращим бомбардиром, форвардом, легіонером турніру у 2020 році. У подальшому спробував свої сили в клубі другого дивізіону чемпіонату Південної Кореї «Аняні» та чемпіонаті Казахстану, в клубах «Акжайик» та «Шахтар». Утім, повертався назад до «Діли». Узимку 2023 року втретє за кар'єру приміряв футболку колективу із Горі.

## Титули і досягнення
- Срібний призер Чемпіонату Грузії (1): 2017
- Бронзовий призер  Чемпіонату Грузії (1): 2020
- Кращий форвард і легіонер  Чемпіонату Грузії (1): 2020
- Найкращий бомбардир Чемпіонату Грузії (1):

«Діла»: 2020 (10 голів)